# Шамборе
Шамборе (фр. Chamboret) насеље је и општина у централној Француској у региону Лимузен, у департману Горња Вијена која припада префектури Белак.
По подацима из 2011. године у општини је живело 767 становника, а густина насељености је износила 35,53 становника/km². Општина се простире на површини од 21,59 km². Налази се на средњој надморској висини од 260 метара (максималној 373 m, а минималној 246 m).

## Демографија
| 1962. | 1968. | 1975. | 1982. | 1990. | 1999. | 2011. |
| ----- | ----- | ----- | ----- | ----- | ----- | ----- |
| 582   | 604   | 670   | 682   | 656   | 717   | 767   |

График промене броја становника у току последњих година